# 런닝맨 성운
런닝맨 성운 (NGC 1977)은 오리온 성운 위에 위치한 반사 성운이다. 반사 성운 중 어두운 부분 (사진으로 보면 붉은색 부분)이 마치 '뛰는 사람(Running man)'같다 해서 런닝맨 성운으로 불리게 되었다. 오리온자리에 위치하였으며 오리온 성운에서 약 30광년 떨어져 있다. 거리는 지구에서 1600광년 떨어져 있으며, 겉보기 등급은 +7.0으로, 밝은 편이지만 소형 망원경으로는 거의 보이지 않는다.

## 주변의 대상들
- NGC 1973
- NGC 1975
- NGC 1981
- M42
- M43